# Scott Radinsky

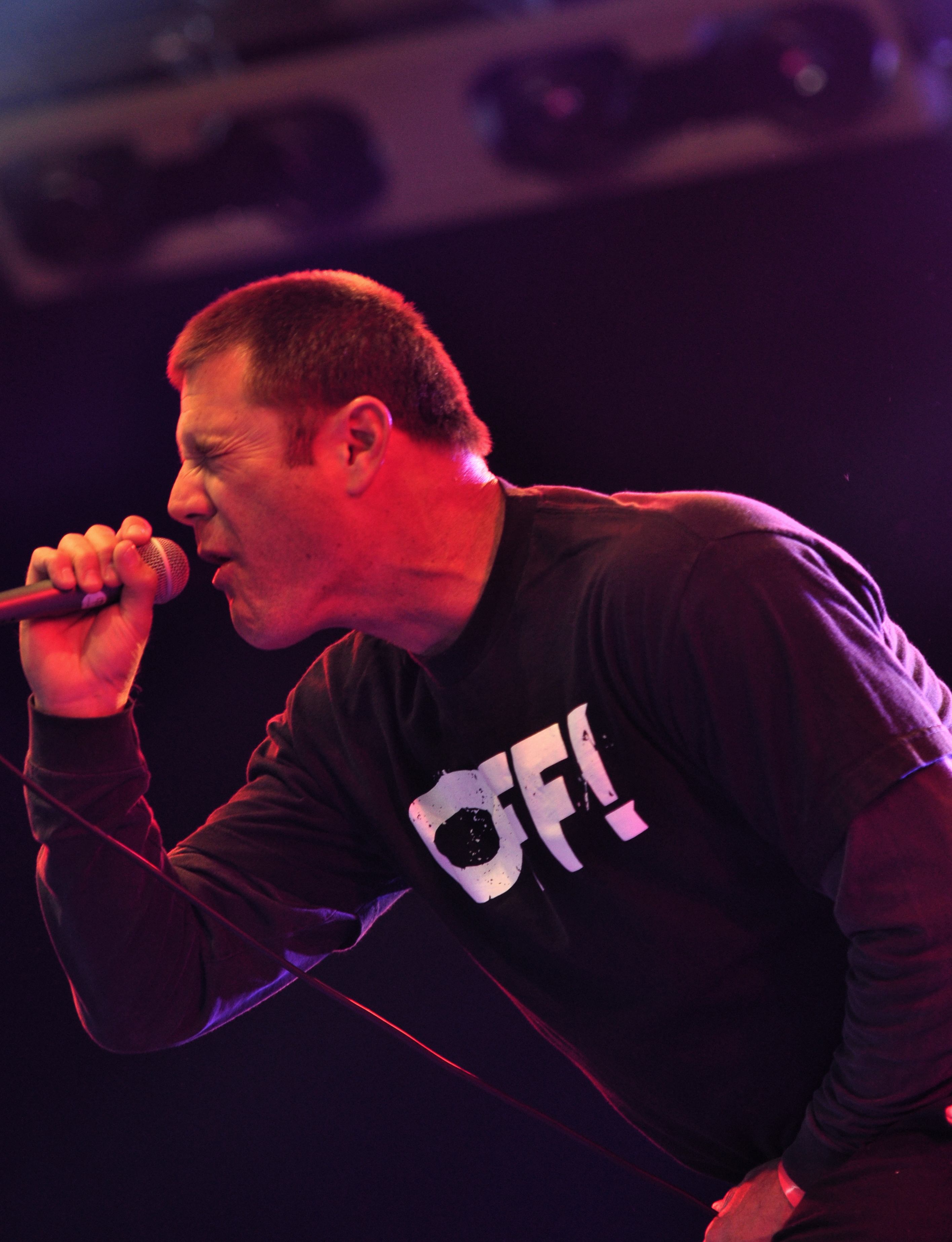
Scott Radinsky mit Pulley beim Groezrock 2013

Scott David Radinsky (* 3. März 1968 in Glendale, Kalifornien) ist ein US-amerikanischer Punk-Sänger, der zuvor Baseballspieler und -manager war.

## Leben
Scott Radinsky machte 1986 an der kalifornischen Simi Valley High School seinen Abschluss. Nach drei Jahren in der Minor League spielte der Linkshänder von 1990 bis 2001 im Major League Baseball als Relief-Pitcher.
Von 1990 bis 1995 spielte er für die Chicago White Sox in der American League, von 1996 bis 1998 für die Los Angeles Dodgers in der National League, von 1999 bis 2000 für die St. Louis Cardinals in der National League und 2001 für die Cleveland Indians in der American League. Insgesamt warf er in 555 Spielen.
1994 erkrankte er an der gefährlichen Hodgkinschen Krankheit (Lymphogranulomatose), wurde aber geheilt. Während der Saison 1994 konnte er nicht spielen und trainierte in dieser Zeit das Team seiner alten High School. Derzeit ist er Pitcher-Trainer bei den Buffalo Bisons.
Neben seiner sportlichen Karriere war er Sänger der seit 1982 existierenden Band Scared Straight, die sich später in Ten Foot Pole umbenannte. Dort wurde er jedoch 1996 „rausgeschmissen“, weil er wegen seiner Baseball-Karriere nur außerhalb der Saison Konzerte geben konnte und Ten Foot Pole eine Tour mit The Offspring deshalb absagen musste. Heute ist er Sänger bei der Band Pulley.
Scott Radinsky ist verheiratet und hat zwei Töchter. Er führt einen Skateboardpark in Simi Valley, den er Skatelab benannt hat.